# Фернандо Роезе
Фернандо Роезе (порт. Fernando Roese; нар. 24 серпня 1965) — колишній бразильський тенісист.
Найвищу одиночну позицію світового рейтингу — 92 місце досяг 27 січня 1992, парну — 81 місце — 16 квітня 1990 року.
Здобув 1 парний титул.
Найвищим досягненням на турнірах Великого шолома було 2 коло в парному розряді.

## Фінали Гран-прі та Туру ATP

### Одиночний розряд (1 поразка)
| Результат | W/L | Дата | Турнір            | Покриття | Суперник    | Рахунок  |
| --------- | --- | ---- | ----------------- | -------- | ----------- | -------- |
| Поразка   | 1–1 | 1991 | Гуаружа, Бразилія | Тверде   | Патрік Баур | 2–6, 3–6 |

### Парний розряд (1–2)
| Результат | W/L | Дата | Турнір                   | Покриття | Партнер        | Суперники                       | Рахунок  |
| --------- | --- | ---- | ------------------------ | -------- | -------------- | ------------------------------- | -------- |
| Поразка   | 0–1 | 1984 | Swedish Open, Швеція     | Ґрунт    | Хуан Аведаньйо | Ян Гуннарссон Мікаель Мортенсен | 0–6, 0–6 |
| Поразка   | 0–2 | 1990 | Ріо-де-Жанейро, Бразилія | Килим    | Нелсон Аертс   | Браян Герроу Свен Салумаа       | 5–7, 3–6 |
| Перемога  | 1–2 | 1990 | Ітапарика, Бразилія      | Тверде   | Мауру Менезіс  | Томас Карбонелл Маркос Горріс   | 7–6, 7–5 |